# Der Staatsanwalt hat das Wort: Strafsache Anker
Strafsache Anker ist ein deutscher Fernsehfilm von Horst Zaeske aus dem Jahr 1968. Das kriminologische Fernsehspiel erschien als 10. Folge der Filmreihe Der Staatsanwalt hat das Wort.

## Handlung
Die 10. Folge ist einem Kardinalsproblem der Strafrechtspflege gewidmet: der Rückfallkriminalität. Mehr als 18 Prozent aller damals in der DDR strafrechtlich zur Verantwortung gezogenen Personen wurden rückfällig. An ihnen schienen die gemeinsamen Bemühungen der Rechtspflegeorgane und der „sozialistischen Gesellschaft“ spurlos vorüberzugehen.

## Produktion
Strafsache Anker entstand 1968  im Zuständigkeitsbereich des DDR-Fernsehfunks, Bereich Dramatische Kunst.
Szenenbild: Heinz-Helmut Bruder; Dramaturgie: Käthe Riemann; Kommentare: Peter Przybylski.
Das Filmmaterial ist verschollen.  